# Rohov (Eslováquia)
Rohov é um município da Eslováquia, situado no distrito de Senica, na região de Trnava. Tem 4,568 km² de área e sua população em 2019 foi estimada em 373 habitantes.

## Demografia
| Ano:        | 1994 | 2004   | 2014   | 2024   |
| ----------- | ---- | ------ | ------ | ------ |
| Broj ljudi: | 406  | 386    | 416    | 382    |
| Razlika:    |      | -4,92% | +7,77% | -8,17% |

| Ano:               | 2023 | 2024   |
| ------------------ | ---- | ------ |
| Número de pessoas: | 380  | 382    |
| Diferença:         |      | +0,52% |